# Гемоторакс
Гемото́ракс (от др.-греч. αἷμα — кровь и θώραξ — грудь) — скопление крови в плевральной полости. Является следствием кровотечения из сосудов лёгких, внутригрудных ветвей крупных сосудов (аорта, полые вены), грудной стенки, средостения, сердца или диафрагмы. Чаще всего гемотораксы возникают после травмы грудной клетки или как осложнение лечения.
Описание гемоторакса вследствие ранения грудной клетки встречается уже в средние века у Парацельса, Амбруаза Паре. Впервые научно-обоснованные рекомендации по лечению гемоторакса дал Н. И. Пирогов. Вплоть до окончания XIX века была распространена тактика лечения гемоторакса «поздними» плевральными пункциями на 3—5 день после травмы. Ранние плевральные пункции вошли в практику лишь во время боёв на реке Халхин-Гол (Апухтин М. А., Вишневский А. А., 1939 год). Современные отечественные принципы лечения гемоторакса разработаны В. И. Колесниковым, П. А. Куприяновым, В. С. Левитом во время Великой Отечественной войны.

## Патогенез
Продолжающееся внутреннее кровотечение при гемотораксе приводит к накоплению крови в плевральной полости, что в свою очередь вызывает компрессию лёгкого на стороне поражения, а при дальнейшем накоплении крови — к возможному смещению средостения в здоровую сторону и сдавлению здорового лёгкого. Вследствие этого происходит уменьшение объёма дыхания, а следовательно, и дыхательной поверхности лёгкого и нарушение газообмена. Смещение средостения со сдавлением полых вен и лёгочных сосудов в свою очередь оказывает неблагоприятное влияние на гемодинамику. Возникает клиника острой дыхательной и сердечной недостаточности.
Излившаяся в плевральную полость свежая кровь сворачивается, однако затем в результате фибринолиза и механического дефибринирования («взбалтывания» за счёт дыхательных движений) вновь становится жидкой. Иногда фибринолиза свернувшейся крови не происходит, в таких случаях развивается свернувшийся гемоторакс.
При скоплении крови в изолированных сращениями плевральных листков отделах плевральной полости образуется ограниченный гемоторакс.
В случае одновременного скопления в плевральной полости воздуха и крови возникает гемопневмоторакс.

## Классификация

### По этиологии
- травматический (при проникающих ранениях или закрытой травме грудной клетки);
- патологический (следствие различных заболеваний);
- ятрогенный (осложнение операций, плевральных пункций, катетеризации центральных вен и т. п.).

### По количеству излившейся в плевральную полость крови
1. малый (до 500 мл) — кровь занимает только плевральные синусы
2. средний (от 500 до 1000 мл) — кровь достигает угла лопатки
3. большой, или тотальный, (более 1000 мл) — кровь занимает почти всю плевральную полость

### По наличию продолжающегося кровотечения
- с прекратившимся кровотечением в плевральную полость
- с продолжающимся внутриплевральным кровотечением

### По наличию осложнений
- свернувшийся гемоторакс
- инфицированный гемоторакс

### По локализации ограниченного гемоторакса
- апикальный (верхушечный)
- междолевой
- наддиафрагмальный
- паракостальный
- парамедиастинальный

## Клиническая картина
Клиническая картина зависит от интенсивности кровотечения. Кожные покровы таких больных бледные, отмечается тахикардия, понижение артериального давления. При перкуссии поражённой половины грудной клетки определяется укорочение перкуторного звука, верхняя граница жидкости, если нет пневмоторакса, образует линию Дамуазо. При аускультации лёгких определяется ослабление дыхания или его отсутствие. Границы сердца смещены в здоровую сторону. Чёткость физических признаков наличия жидкости зависит от величины гемоторакса.

## Лечение

### Доврачебная помощь
За исключением наложения окклюзионной повязки, алгоритм оказания доврачебной помощи при гемотораксе аналогичен таковому при ране груди, осложнённой открытым или клапанным пневмотораксом.

### Терапия
Лечение ранений грудной клетки в ЛПУ начинается с первичной хирургической обработки раны, во время которой определяют характер повреждения (проникающее, непроникающее). При небольших даже проникающих ранах ограничиваются обработкой раны, гемостазом и наложением швов. При повреждении органов грудной полости проводится торакотомия.
Любые хирургические вмешательства на грудной клетке заканчиваются введением дренажей в плевральную полость. Современные дренажи изготавливаются из прозрачной силиконизированной рентгеноконтрастной плёнки. Диаметр их различен в зависимости от назначения. Так, при скоплении воздуха между листками плевры вводятся дренажи диаметром 0,5-2 см, а для выведения жидкости (крови, экссудата) - 1,5-2,5 см.
Выделяют 2 открытых способа дренирования плевральной полости: неоперационный («слепой») и операционный. В первом случае дренирование проводится в VI межреберье по среднеподмышечной линии, чтобы исключить повреждения диафрагмы. Во втором случае дренаж вводится в V межреберье по среднеподмышечной линии. Для эвакуации содержимого плевральной полости наиболее эффективным признан метод активной аспирации, когда свободный конец дренажной трубки опускается в стерильную прозрачную ёмкость с отрицательным давлением от -5 до -25 мм водяного столба.
Если отсутствуют условия, необходимые для активной аспирации, то используют метод пассивного дренирования полости плевры - подводный дренаж по Бюлау. Внешний конец дренажа опускают в сосуд под слой антисептической жидкости. Для исключения заброса раствора в плевральную полость сосуд должен находиться ниже уровня пациента не менее чем на 80 см. Эта система функционирует в момент повышения внутриплеврального давления (выдох, кашель, физическое напряжение), когда происходит отток жидкости по принципу сифона. Кроме того, чтобы дренаж на вдохе не присасывал в полость плевры жидкость или воздух из сосуда, на конец резиновой трубки привязывают палец от хирургической перчатки, на кончике которого делают отверстие.
Дренажи удаляют из полости плевры через 1-2 дня после прекращения выделения воздуха или жидкости. Дренажную трубку извлекают на вдохе, при этом врач быстро зажимает раневое отверстие 2 пальцами и накладывает герметизирующие швы.
Помимо открытого дренирования для удаления воздуха и жидкости из плевральной полости используется закрытый метод хирургического лечения - плевральная пункция с диагностической или лечебной целью. Для выполнения пункции пациенту придают возвышенное положение: сидя или полусидя.
При скоплении воздуха пункция делается во II межреберье (по верхнему краю ребра) по среднеключичной линии, при скоплении жидкости - в IV-VII межреберье (по верхнему краю ребра) по средней лопаточной или задней подмышечной линии.

## Прогноз
При неосложнённом гемотораксе прогноз благоприятный.
При большом гемотораксе, вызванном повреждением крупных сосудов, с продолжающимся внутриплевральным кровотечением может наступить в течение нескольких часов летальный исход от острой кровопотери.
В случае инфицированного гемоторакса прогноз также более серьёзен из-за значительной вероятности развития эмпиемы плевры.